# Lantmarskalk

Lantmarskalk Magnus Fredrik Brahe iklädd Serafimerdräkten med Serafimerordens och Nordstjärneordens kedjor runt halsen tillsammans med Gustav III:s faddertecken från Gustav IV Adolfs dop 1778. Brahe håller lantmarskalksstaven i handen. Målning av Carl Fredrik von Breda

Lantmarskalk var titeln på adelståndets talman under den svenska ståndsriksdagens tid. 
Som tecken på denna värdighet bar lantmarskalken en särskild ämbetsstav. I Riddarhuset i Stockholm pryds en av de största salarna av porträtt av flertalet lantmarskalkar och bär därför namnet lantmarskalksalen. Även i Finland 1809–1906 kallades adelståndets talman i lantdagen för lantmarskalk.
Titeln lantmarskalk används inte längre. Vid nutida adelsmöte, som äger rum vart tredje år, väljs en ordförande, som leder mötet under de (vanligtvis) två förhandlingsdagarna.
Titeln lantmarskalk har även använts som titel för talmännen vid riksdagar på tyskspråkigt område och i Baltikum.